# Paragem de Peneda
A Paragem de Peneda foi uma interface da Linha do Corgo, situada no concelho de Chaves, em Portugal.

## História
Esta interface estava integrada no lanço da Linha do Corgo entre Vidago e Tâmega, que abriu ao serviço em 20 de Junho de 1919.
O lanço entre Chaves e Vila Real foi encerrado em 2 de Janeiro de 1990, pela empresa Caminhos de Ferro Portugueses.